# Coulonges-les-Sablons
Coulonges-les-Sablons là một xã thuộc tỉnh Orne vùng Normandie tây bắc nước nước Pháp. Xã này nằm ở khu vực có độ cao trung bình 140 mét trên mực nước biển.